# Alice Meynell
Alice Christiana Gertrude Meynell, née Thompson, née le 11 octobre 1847 et morte le 27 novembre 1922, est une poète, essayiste, critique littéraire, directrice de publication, traductrice et suffragette britannique. Elle est également connue sous ses noms de plume de Alice Oldcastle ou Francis Phillimore. Alice Meynell fut surnommée par Max Beerbohm « La reine de la littérature des années 1890 ». 

## Biographie

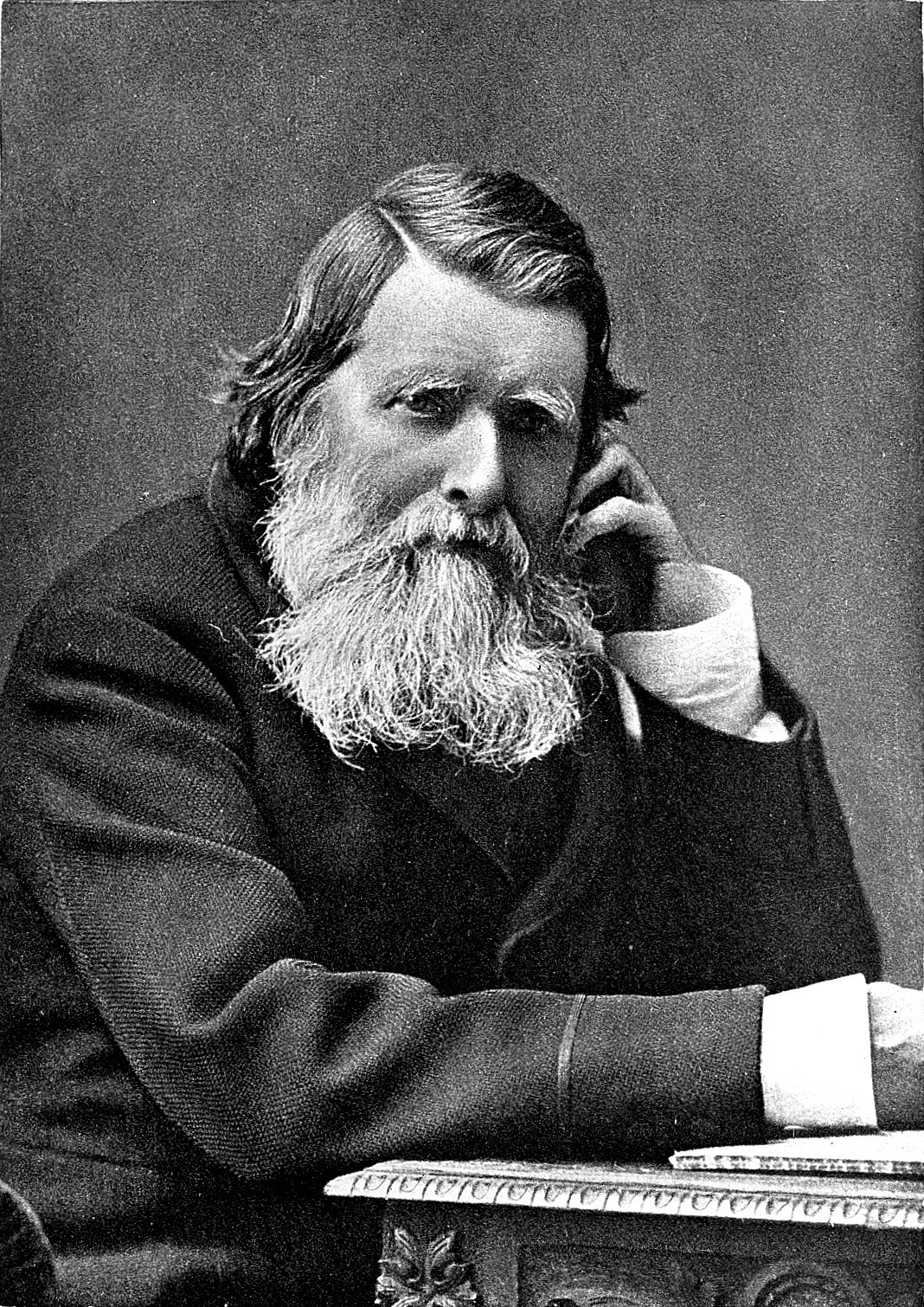
Portrait photographique de John Ruskin pris en 1882.

### Jeunesse et formation

#### Une famille riche de la gentry
Alice Christiana Gertrude Thompson est née à Barnes, dans la banlieue de Londres. Elle est la fille de Thomas James Thompson et de Christiana (née Weller) Thompson. Son père est né à la Jamaique, il est le fils de James Thompson et de sa maîtresse créole. Son grand-père le médecin Thomas Pepper Thompson a quitté Liverpool pour la Jamaique où il est devenu un riche propriétaire de plantation de cannes à sucre. Après la mort de son fils James Thompson il retourne en Angleterre de son petit-fils Thomas James Thompson, à sa mort, il lui lègue un héritage conséquent qui lui permet de faire des études à l'université de Cambridge d'où il sort diplômé,,.
Le  21 octobre 1845 Thomas James Thompson épouse Christiana Weller qui lui a été présentée par son ami Charles Dickens. Le couple donne naissance à deux filles Alice Christiana Gertrude Thompson et Elizabeth Southerden Thompson Butler son aînée.
Christiana Weller est une pianiste concertiste et une amateure de peinture,.

#### Séjour en Italie
Les parents d'Alice Thompson vivent aisément grâce aux loyers des immeubles dont ils sont les propriétaires, rente qui leur permet de vivre aisément en Suisse, en France, mais surtout en Italie sur la côte de la Ligurie où ils séjournent de 1851 à 1868. Alice Thompson y apprend l'italien avec un accent génois. C'est de ces années qu'Alice Thompson développera un amour de l'Italie.

#### Retour au Royaume-Uni
En 1868, alors qu'Alice Thompson est âgée de 21 ans, la famille Thomson retourne au Royaume-Uni pour s'installer à Malvern dans le comté du Worcestershire.

#### La conversion au catholicisme
Le 20 juillet 1868, Alice Thompson se convertit au catholicisme lors d'une cérémonie donnée en l'église Saint George de Worcester. Sa mère Christiana Thompson, bien qu'élevée dans la foi anglicane s'était déjà convertie au catholicisme plusieurs années auparavant sans le dire à sa famille. Thomas James Thompson se convertit lui aussi au catholicisme en 1881, peu de temps avant sa mort,.

#### Un amour impossible
Alice Thompson tombe amoureuse d'un jeune prêtre de la compagnie de Jésus, le père Augustus Wignam. Ce dernier voyant que leur amitié s'est transformée en amour, il décide de partir à l'étranger et cesse toute correspondance et rencontre avec Alice Thompson,.

### Carrière

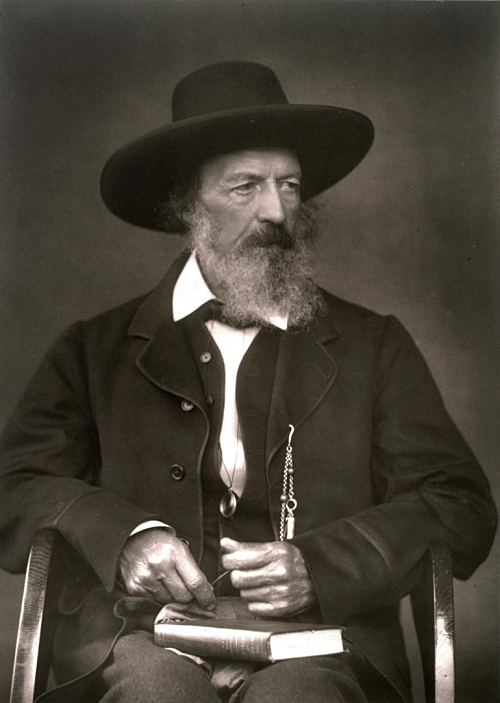
Portrait photographique de Alfred Tennyson pris par Julia Margaret Cameron

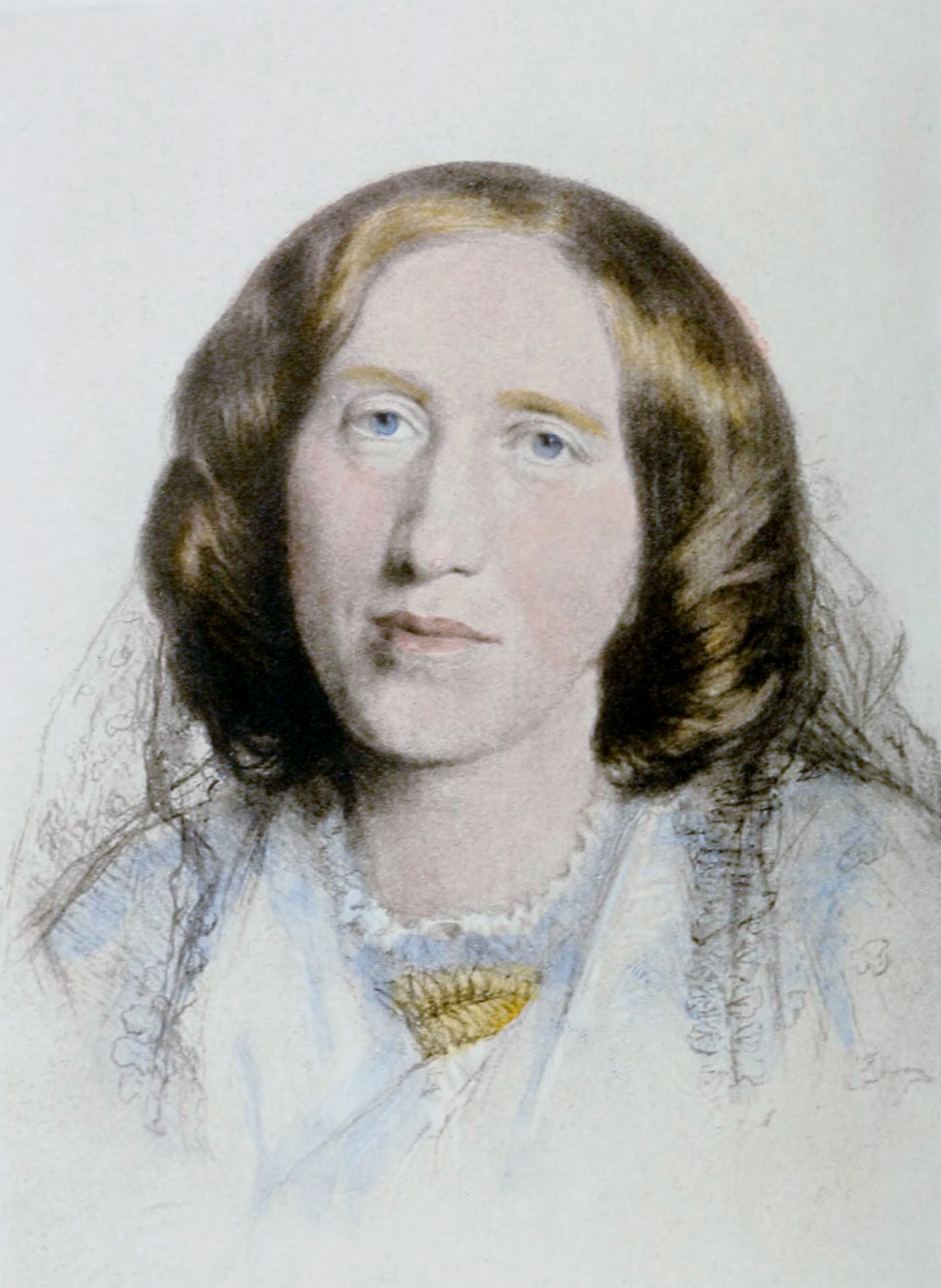
Portrait de George Eliot dessiné par Frederick William Burton

#### Premières publications
L'amour impossible entre le père Wignam et elle, la plonge dans un profond chagrin et est la source d'inspiration, non dite, de plusieurs de ses poèmes comme « Renouncement ». Ses premières poésies sont publiées en 1875 au sein d'un recueil de poèmes, titré Preludes, illustré par sa sœur aînée Elizabeth Thompson Butler. Son esthétique poétique est saluée par Alfred Tennyson, Christina Rossetti, George Eliot, Aubrey Thomas de Vere et John Ruskin, mais ne touche qu'un faible public,,,.

#### Mariage
Le rédacteur en chef d'un journal catholique, Wilfrid Meynell, lit une recension des œuvres de Alice Thompson, impressionné il veut la rencontrer. Lors de leur entretien, ils tombent amoureux l'un de l'autre et passant outre l'opposition des parents de Wilfrid Meynell, au prétexte du manque d'argent d'Alice Thompson, ils se marient le 16 avril 1877 en l'église des Pères Servites de Londres,.

#### La vie à Kensington
Alice Meynell et son époux Wilfrid Meynell, s'installent au 47, Palace Court dans le quartier de Kensington. Tous les deux assurent leur revenus en tant que journaliste, pour nourrir leurs huit enfants. Malgré leurs nombreux enfants, Alice Meynell est à la fois une mère aimante, attentive et une journaliste de qualité,.

##### La direction de publication
Avec l'aide de son épouse, Wilfrid Meynell devient le directeur de publication du Weekly Register, pendant 17 ans, l'un comme l'autre y écrivent de nombreux articles,.
De 1883 à 1895, les époux Meynell assurent la direction de publication du mensuel le Merry England. Alice Meynell y écrit de nombreux articles et tient la rubrique de critique littéraire d'autres revues et magazines comme The Spectator, The Scots Observer, The Tablet, The Art Journal, et The Saturday Review,.

##### Premier essai
Alice Meynell, rassemble ses divers articles qu'elle publie en 1873 sous forme d'un essai titré The Rythm of Life,.

##### La critique littéraire
À partir de l'année 1893, Alice Meynell commence à écrire chaque semaine un article de critique littéraire dans les colonnes de la Pall Mall Gazette, ses articles sont appréciés, tant et si bien qu'on fait la fête à chacun de ses articles.

#### Coventry Patmore

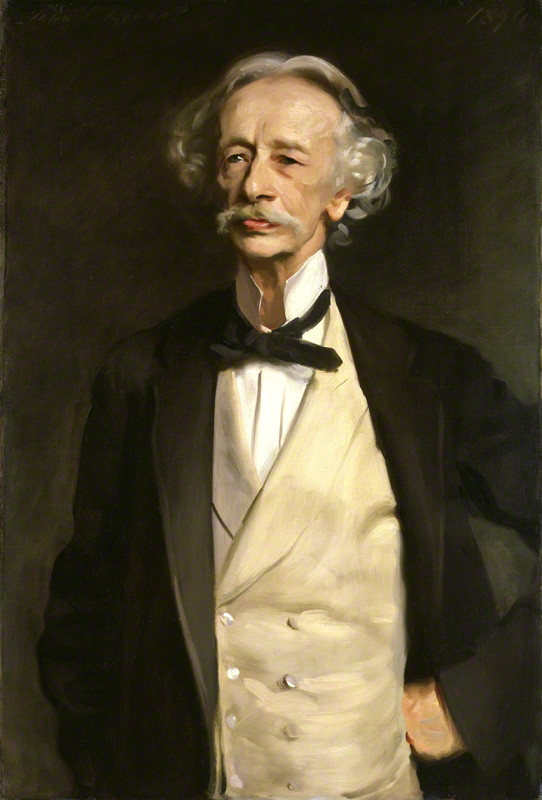
Portrait de Coventry Patmore par le peintre John Singer Sargent.

Alice Meynell grâce à ses recensions des poèmes de Coventry Patmore, les deux deviennent des amis. Le développement de cette amitié devient pour Alice Meynell une « amitié amoureuse », alors que pour Coventry Patmore, veuf par deux fois et marié pour une troisième fois, tombe amoureux d'elle. Alice Meynelle sent que l'amour que lui porte Coventry Patmore est une menace pour son couple et prend la décision de cesser toute relation avec lui,.

#### Francis Thomson
Le poète Francis Thompson, ruiné à Londres, et tentant de guérir d'une addiction à l'opium, envoie au couple un manuscrit de ses travaux. Ses poèmes sont publiés dans la publication de Wilfrid Meynell, Merry England, et le couple devient un soutien direct du poète. Son ouvrage Poems, publié en 1893, est publié à leur initiative..

#### Engagements politiques
À la fin du XIXe siècle, alors que des soulèvements contre les Britanniques se structurent (Révolte des cipayes, Guerre anglo-zouloue, Révolte des Boxers, révolte de Muhammad Ahmad ibn Abd Allah Al-Mahdi au Soudan), de nombreuses figures du monde intellectuel européen remettent en cause la politique impérialiste des États occidentaux. Ces idées conduisent le couple Meynell et certains de leurs proches à s'engager en faveur des populations indigènes.
Suffragette, Alice Meynell est vice-présidente de la Women Writers' Suffrage League, fondée par Cicely Hamilton et active entre 1908 et 1919.

### Vie privée
Alice Meynell et Wilfrid Meynell donnent naissance à huit enfants Sebastian, Monica, Everard, Madeleine, Viola, Vivian (mort à trois mois), Olivia, et Francis. Viola Meynell (1885-1956) devient par la suite écrivaine. Francis Meynell (1891-1975), le plus jeune des huit, devient poète et imprimeur, cofondateur de la maison d'édition Nonesuch Press,,.

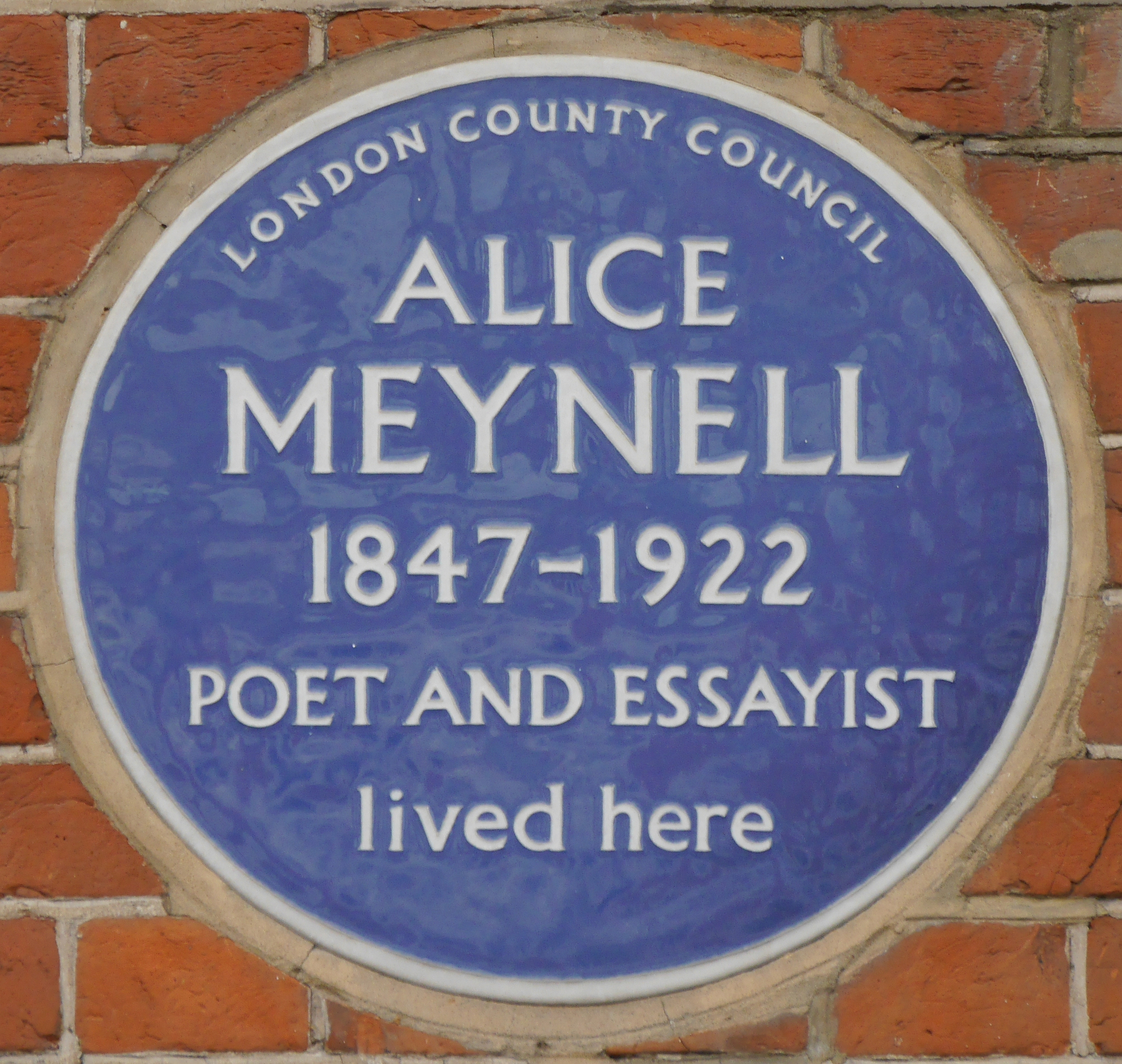
Blue plaque en l'honneur d'Alice Meynell.

Après une série de maladies, Alice Meynell meurt le 27 novembre 1922. Elle est enterrée au Cimetière catholique de Sainte Marie dans le quartier de Kensal Green à Londres. En hommage à Alice Meynell, une blue plaque est érigée sur la paroi du 47 Palace Court, dans le quartier de Londres de Bayswater, où elle a vécu avec son mari.

## Œuvres

### Recueils de poèmes
- Preludes, Londres, Henry S. King & Co. (réimpr. 2004, 2015, 2020) (1re éd. 1875), 125 p. (OCLC 7606665, lire en ligne),
- Poems, Londres, Elkin Mathews and John Lane (réimpr. 1896, 1940, 2000, 2011) (1re éd. 1892), 116 p. (OCLC 612603144, lire en ligne),
- Later Poems, Londres et New York, J. Lane & The Bodley Head (réimpr. 2007, 2010) (1re éd. 1902), 56 p. (OCLC 681101604, lire en ligne),
- Collected Poems of Alice Meynell, Londres et New York, Burns & Oates, Londres, Charles Scribner's Sons, New York (réimpr. 1940, 2007, 2019) (1re éd. 1913), 138 p. (OCLC 707379851, lire en ligne),
- Ten Poems: 1913-1915, Westminster, Royaume-Uni, Romney Street Press (réimpr. 2013, 2018) (1re éd. 1915), 24 p. (OCLC 1158012273, lire en ligne),
- A Father of Women and other Poems, Londres, Burns & Oates (réimpr. 2010, 2019) (1re éd. 1917), 40 p. (OCLC 986658613, lire en ligne),
- The Poems of Alice Meynell : Complete Edition, Toronto, Canada, McClelland & Stewart (réimpr. 2005, 2021) (1re éd. 1923), 170 p. (OCLC 1157063664, lire en ligne),

### Essais
- The Rhythm of Life and Other Essays, Londres, John Lane (réimpr. 2010, 2015, 2018) (1re éd. 1873), 128 p. (OCLC 18455828, lire en ligne),
- The Poor Sisters of Nazareth : An Illustrated Record of Life at Nazareth House, Hammersmith, Londres et New York, Burns & Oates (réimpr. 2018, 2020, 2022) (1re éd. 1889), 64 p. (OCLC 681923449, lire en ligne),
- The Colour Of Life : And Other Essays On Things Seen And Heard, Londres et Chicago, John Lane et Way & Williams (réimpr. 2008, 2015) (1re éd. 1896), 140 p. (OCLC 679500389, lire en ligne),
- The Children, Londres & New York, J. Lane (réimpr. 1999, 2018) (1re éd. 1897), 124 p. (OCLC 681652461, lire en ligne),
- London Impressions : Etchings and Pictures in Photogravure, and Essays  (photogr. William Hyde), Westminster, Londres, Archibald Constable and Co (réimpr. 2015, 2018) (1re éd. 1898), 106 p. (OCLC 697988190, lire en ligne),
- The Spirit of Place and Other Es, Londres, J. Lane (réimpr. 2007, 2019) (1re éd. 1899), 134 p. (OCLC 656853606, lire en ligne),
- John Ruskin, Édimbourg, Royaume-Uni, W. Blackwood and Sons (réimpr. 1972, 2010) (1re éd. 1900), 316 p. (OCLC 669202580, lire en ligne),
- Children of the Old Masters Italian School, Londres, Duckworth and co. (réimpr. 2008, 2015) (1re éd. 1903), 214 p. (OCLC 368734, lire en ligne),
- Ceres' Runaway and Other Essays, Londres, Burns & Oates (réimpr. 2015, 2017) (1re éd. 1909), 156 p. (OCLC 697652528, lire en ligne),
- Mary the Mother of Jesus, Londres, Phillip Lee Warner (réimpr. 2023) (1re éd. 1912), 202 p. (ISBN 9781022021242, OCLC 2068025, lire en ligne),
- Essays, New York, C. Scribner's Sons (réimpr. 2008, 2015) (1re éd. 1914), 294 p. (OCLC 681258017, lire en ligne),
- Hearts of Controversy, Londres, Burns & Oates (réimpr. 2013, 2015) (1re éd. 1917), 136 p. (OCLC 1313779996, lire en ligne),
- The second person singular and other essays, Londres, Humphrey Milford, Oxford University Press, 1921, 152 p. (OCLC 10406251, lire en ligne),

### Anthologies

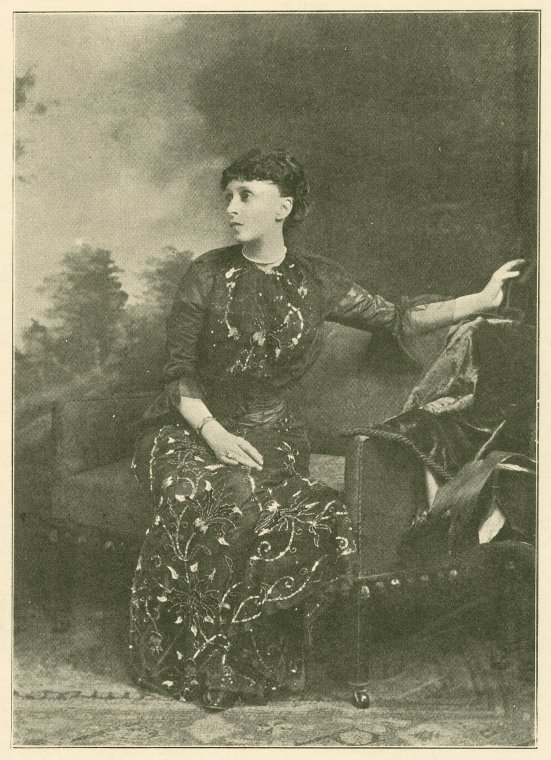
Portrait d'Alice Meynell

- The Poems of Thomas Gordon Hake, Londres et Chicago, E. Mathews and J. Lane et Stone and Kimbal (réimpr. 1971, 2011) (1re éd. 1894), 172 p. (OCLC 561551603, lire en ligne),
- The Poetry of Pathos & Delight, From the Works of Coventry Patmore, Londres, W. Heinemann (réimpr. 2015, 2018, 2023) (1re éd. 1896), 162 p. (OCLC 682012697, lire en ligne),
- The Flower of the Mind : A Choice Among the Best Poems, Londres, G. Richards (réimpr. 2008, 2017, 2022) (1re éd. 1897), 380 p. (lire en ligne),
- Alice Meynell (dir.) et G. K. Chesterton (dir.), Samuel Johnson, Londres, Herbert & Daniel (réimpr. 2022) (1re éd. 1911), 310 p. (ISBN 9781018264844, OCLC 949919, lire en ligne),
- The School of Poetry, Londres, Collins (réimpr. 2022) (1re éd. 1920), 248 p. (OCLC 697601274, lire en ligne),

### Œuvres choisies
- Alice Meynell et Frederick Page (dir.) (préf. V. Sackville-West), Prose and Poetry : Centenary Volume, Londres, J. Cape (réimpr. 1970) (1re éd. 1947) (ISBN 9780836919837, OCLC 2845165, lire en ligne),

## Pour approfondir

#### Notices dans des encyclopédies et manuels de références
- (en-US) Sharon K. Hall (dir.) et Phyllis C. Mendelson (dir.), Twentieth-Century Literary Criticism, vol. 6, Detroit, Michigan, Gale Research, 8 juin 1984, 611 p. (ISBN 9780810301801, lire en ligne), p. 289-304. ,
- (en-US) Anne Commire (dir.) et Deborah Klezmer (dir.), Women in World History, vol. 3 : Brem - Cold, Waterford, Connecticut, Yorkin Publications / Gale group, 1999, 903 p. (ISBN 9780787640620, lire en ligne), p. 248,
- (en-GB) Oxford Dictionary National Biography, vol. 37 : Martindale-Meynell, Oxford, Royaume-Uni, Oxford University Press, 2004, 1006 p. (ISBN 9780198613879, lire en ligne), p. 993-995. ,

#### Essais et biographie
- (en-US) Anne Kimball Tuell, Mrs. Meynell and Her Literary Generation, St. Clair Shores, Michigan, Scholarly Press (réimpr. 1970, 2007) (1re éd. 1925), 312 p. (ISBN 9780403012428, OCLC 123177, lire en ligne),
- (en-GB) June Badeni, The slender tree : A life of Alice Meynell, Padstow, Royaume-Uni, Tabb House, 1981, 300 p. (ISBN 9780907018018, lire en ligne). ,

#### Articles anglophones

##### Années 1915-1935
- Edith Pearson, « Alice Meynell's Poems », The Irish Monthly, vol. 43, no 501,‎ mars 1915, p. 184-193 (10 pages) (lire en ligne )
- Jeannette Marks, « The Multitude: An Appreciation of Alice Meynell », The North American Review, vol. 217, no 808,‎ mars 1923, p. 365-373 (9 pages) (lire en ligne ),
- Sister Mary Benvenuta, « The Poems of Alice Meynell », Blackfriars, vol. 4, no 37,‎ avril 1923, p. 742-748 (7 pages) (lire en ligne ),
- J. P. de Fonseka, « Alice Meynell.... », The Irish Monthly, vol. 57, no 671,‎ mai 1929, p. 250-255 (6 pages) (lire en ligne ),
- Sophie O'Brien, « A Poetess at Home. Alice Meynell », The Irish Monthly, vol. 57, no 678,‎ décembre 1929, p. 655-660 (6 pages) (lire en ligne ),
- Michael Walsh, « The Poetry of Alice Meynell », The Irish Monthly, vol. 59, no 694,‎ avril 1931, p. 239-243 (5 pages) (lire en ligne ),
- D. P. Kennedy, « Alice Meynell: Poet and Essayist. I », The Irish Monthly, vol. 60, no 703,‎ janvier 1932, p. 834-843 (10 pages) (lire en ligne ),
- D. P. Kennedy, « Alice Meynell, Poet and Essayist. II », The Irish Monthly, vol. 60, no 705,‎ mars 1932, p. 151-159 (9 pages) (lire en ligne ),
- Michael Walsh, « The Summer Song of Alice Meynell », The Irish Monthly, vol. 61, no 722,‎ août 1933, p. 483-487 (5 pages) (lire en ligne ),

##### Années 1990-2019
- Vanessa Furse Jackson, « "Tides of the Mind": Restraint and Renunciation in the Poetry of Alice Meynell », Victorian Poetry, vol. 36, no 4,‎ hiver 1998, p. 443-464 (22 pages) (lire en ligne ),
- Talia Schaffer, « A Tethered Angel: The Martyrology of Alice Meynell », Victorian Poetry, vol. 38, no 1,‎ printemps 2000, p. 49-61 (13 pages) (lire en ligne ),
- Sharon Smulders, « Looking "Past Wordsworth and the Rest": Pretexts for Revision in Alice Meynell's "The Shepherdess" », Victorian Poetry, vol. 38, no 1,‎ printemps 2000, p. 35-48 (14 pages) (lire en ligne ),
- Maria Frawley, « "The Tides of the Mind": Alice Meynell's Poetry of Perception », Victorian Poetry, vol. 38, no 1,‎ printemps 2000, p. 62-76 (15 pages) (lire en ligne ),
- F. Elizabeth Gray, « Making Christ: Alice Meynell, Poetry, and the Eucharist », Christianity and Literature, vol. 52, no 2,‎ hiver 2003, p. 159-179 (21 pages) (lire en ligne ),
- Kathleen Anderson, « "I make the whole world answer to my art": Alice Meynell's Poetic Identity », Victorian Poetry, vol. 41, no 2,‎ été 2003, p. 259-276 (18 pages) (lire en ligne ),
- Linda M. Austin, « Self against Childhood: The Contributions of Alice Meynell to a Psycho-Physiology of Memory », Victorian Literature and Culture, vol. 34, no 1,‎ 2006, p. 249-268 (20 pages) (lire en ligne ),
- Linda H. Peterson, « Alice Meynell's "Preludes", or Preludes to What Future Poetry? », Victorian Literature and Culture, vol. 34, no 2,‎ 2006, p. 405-426 (22 pages) (lire en ligne ),
- Tracy Seeley, « "The Fair Light Mystery of Images": Alice Meynell's Metaphysical Turn », Victorian Literature and Culture, vol. 34, no 2,‎ 2006, p. 663-684 (22 pages) (lire en ligne ),
- Linda H. Peterson, « Writing Nature at the Fin de Siècle: Grant Allen, Alice Meynell, and the Split Legacy of Gilbert White », Victorian Review, vol. 36, no 2,‎ 2010, p. 80-91 (12 pages) (lire en ligne ),
- Beth Newman, « Alice Meynell, Walter Pater, and Aestheticist Temporality », Victorian Studies, vol. 53, no 3,‎ printemps 2011, p. 495-505 (11 pages) (lire en ligne ),
- Cristina Richieri Griffin, « Writing the Rhythms of the Womb: Alice Meynell’s Poetics of Pregnancy », Modern Philology, vol. 112, no 1,‎ août 2014, p. 226-248 (23 pages) (lire en ligne ),
- Birgit van Puymbroeck, « Becoming a Land Girl: Reprinting Alice Meynell’s “The Shepherdess” in the Landswoman », Victorian Periodicals Review, vol. 50, no 2,‎ été 2017, p. 398-417 (20 pages) (lire en ligne ),
- Julie Wise, « Professing Parenthood Series, coedited by Jessica Riddell: Calendar Keeping: Alice Meynell, Dollie Radford, and the Managing of Time », Literature/Film Quarterly, vol. 47, no 1,‎ hiver 2019, p. 12 pages (lire en ligne ),